# Pastor Vega
Pour les articles homonymes, voir Pastor.
Pastor Vega est un réalisateur, scénariste et acteur cubain né le 12 février 1940 à La Havane (Cuba) et décédé le 2 juin 2005.

## Filmographie

### comme Réalisateur
- 1979 : Retrato de Teresa
- 1984 : Habanera
- 1987 : Amor en campo minado
- 1988 : En el aire
- 1993 : Vidas paralelas
- 1999 : Las Profecías de Amanda
- 2002 : Solamente una vez

### comme Scénariste
- 1979 : Retrato de Teresa
- 1984 : Habanera
- 1988 : En el aire
- 1993 : Vidas paralelas

### comme Acteur
- 1964 : La Decisión
- 2004 : @Festivbercine.ron